# Зимске параолимпијске игре
Зимске параолимпијске игре су међународни мултиспортски догађај на којој се спортисти са физичким инвалидитетом такмиче у спортовима на снегу и леду . Догађај укључује спортисте са сметњама у кретању, ампутацијама, слепилом и церебралном парализом . Зимске параолимпијске игре одржавају се сваке четири године непосредно након Зимских олимпијских игара и (од 1992.) су домаћини у истом граду. Међународни параолимпијски комитет (МПК) надгледа игре. Медаље се додељују у свакој дисциплини: златом за прво место, сребром за друго и бронзаним за треће, по традицији Олимпијских игара које су започеле 1904. године.
Зимске параолимпијске игре почеле су 1976. године у Ерншелдсвику у Шведској. Те игре су биле прве Параолимпијске игре на којима су учествовали спортисти осим оних у инвалидским колицима. Игре су се прошириле и порасле, укључујући Летње параолимпијске игре, да би постале део највећег међународног спортског догађаја након Олимпијаде. С обзиром на њихову експанзију, јавила се потреба за веома специфичним системом класификације . Овај систем је такође изазвао контроверзе и отворио врата за различите облике варања, што је нарушило интегритет Игара.
Норвешка је била првопласирана нација (медаље) на четвртим Зимским Параолимпијским играма: 1980., 1988., 1994. и 1998. године . Немачка је била првопласирана (медаље) на трећим Зимским Параолимпијским играма: 1976., 2002. и 2010. године . Русија ( 2006. и 2014. ) и Сједињене Државе ( 1992. и 2018. ) биле су по два пута највише рангиране нације. Аустрија ( 1984 ) и Кина ( 2022 ) су по једном биле најбоље рангиране нације.

## Историја
Порекло Зимских параолимпијских игара је много слично летњим параолимпијским играма . Повређени војници који су се враћали из Другог светског рата тражили су спорт као пут до излечења. У организацији др Лудвига Гутмана, спортска такмичења између британских реконвалесцентних болница почела су 1948 . и наставила се до 1960 . године када је одржана паралелна Олимпијада у Риму после Летњих олимпијских игара 1960 . Преко 400 спортиста у инвалидским колицима такмичило се на Параолимпијским играма 1960. године, које су постале познате као прве Параолимпијске игре.
Сеп Цвикнагл, пионир снежних спортова за спортисте са инвалидитетом, био је аустријски скијаш са две ноге са ампутацијом који је експериментисао у скијању користећи протетику. Његов рад је помогао у пионирском технолошком напретку за особе са инвалидитетом који су желели да учествују у зимским спортовима. Напредак је био спор, а тек 1974. године одржано је прво званично светско скијашко такмичење за спортисте са инвалидитетом, са спустом и скијашким трчањем. Прве зимске параолимпијске игре одржане су 1976. у Ерншелдсвику у Шведској од 21. до 28. фебруара. Алпско и нордијско скијање за ампутаре и спортисте са оштећеним видом где су главни догађаји осим трке санкама на леду били укључени као демонстрациони догађај. Учествовало је 198 спортиста из 16 земаља, и то је био први пут да је спортистима са оштећењима осим спортиста у инвалидским колицима дозвољено да се такмиче.
Почевши од 1988 . Летње параолимпијске игре су се одржавале у истом граду домаћину као и Летње олимпијске игре . То је било због споразума постигнутог између Међународног олимпијског комитета (МОК) и Међународног параолимпијског комитета (МПК). Зимске параолимпијске игре 1992. биле су прве зимске игре које су користиле исте објекте као и Зимске олимпијске игре .

## Варање
Спортисти су варали претераним представљањем оштећења да би имали конкурентску предност и употребом лекова за побољшање перформанси. Немачки скијаш Томас Олснер постао је први зимски параолимпијац који је био позитиван на стероиде 2002 . Освојио је две златне медаље у алпским дисциплинама, али су му одузете медаље. Једна брига са којом се сада суочавају параолимпијски званичници је техника повећања крвног притиска, позната као аутономна дисрефлексија . Повећање крвног притиска може побољшати перформансе за 15% и најефикасније је у спортовима издржљивости као што је скијашко трчање . Да би повећали крвни притисак, спортисти ће намерно изазвати трауму удова испод повреде кичме. Ова траума може укључивати ломљење костију, превише чврсто везивање екстремитета и коришћење компресијских чарапа под високим притиском. Повреда је безболна за спортисту, али утиче на тело и утиче на крвни притисак, као и технике као што је омогућавање да се бешика препуни.
Међународни параолимпијски комитет (МПК) пронашао је доказе да је позитивна методологија нестајања била у употреби на Зимским параолимпијским играма у Сочију 2014 .  Управни одбор МПК-а је 7. августа 2016. једногласно изгласао да се целом руском тиму забрани учешће на Летњим Параолимпијским играма 2016. године, наводећи као разлог немогућност Руског параолимпијског комитета да спроведе антидопинг кодекс МПК-а и Светски антидопинг кодекс који је „основни уставни захтев“.  Председник МПК-а сер Филип Крејвен изјавио је да је руска влада "катастрофално изневерила своје параспортисте".  Председавајући Савета спортиста МПК-а Тод Николсон рекао је да је Русија користила спортисте као „пионе“ како би „показала глобалну снагу“.

## Категорије инвалидитета
МПК је установио шест категорија инвалидности које се примењују и на Летње и на Зимске параолимпијске игре. Спортисти са једним од ових физичких инвалидитета могу да се такмиче на Параолимпијским играма, иако сваки спорт не може да дозволи сваку категорију инвалидитета.
- Ампутирани : Спортисти са делимичним или потпуним губитком најмање једног екстремитета .
- Церебрална парализа : Спортисти са непрогресивним оштећењем мозга, на пример церебрална парализа, трауматска повреда мозга, мождани удар или слични поремећаји који утичу на контролу мишића, равнотежу или координацију .
- Интелектуални инвалидитет : Спортисти са значајним оштећењем интелектуалног функционисања и повезаним ограничењима у адаптивном понашању.
- Инвалидска колица : Спортисти са повредама кичмене мождине и другим инвалидитетом који захтевају од њих да се такмиче у инвалидским колицима .
- Слабовиде особе : Спортисти са оштећењем вида у распону од делимичног вида, довољног да се процени да су слепи, до потпуног слепила .
- Остали : Спортисти са физичким инвалидитетом који не спадају стриктно ни у једну од осталих пет категорија, као што су патуљастост, мултипла склероза или урођени деформитети удова као што су они узроковани талидомидом (назив за ову категорију је француски за „ други").[10]

## Класификација
У оквиру шест категорија инвалидитета спортисти још увек треба да буду подељени према степену оштећења. Системи класификације се разликују од спорта до спорта. Системи су дизајнирани да отворе параолимпијске спортове за што већи број спортиста, који могу учествовати у фер такмичењима против спортиста са сличним нивоима способности. Најближи еквиваленти у такмичењима без инвалидитета су старосне класификације у јуниорским спортовима и поделе тежине у рвању, боксу и дизању тегова. Класификације се разликују у складу са различитим вештинама потребним за извођење спорта. Највећи изазов у систему класификације је како узети у обзир широку разноликост и тежину инвалидитета. Као резултат, увек ће постојати низ оштећења унутар класификације. Оно што следи је листа зимских параолимпијских спортова и општи опис како су класификовани.

## Списак Зимских параолимпијских игара
|                                  | Зимске Параолимпијске игре | Зимске Параолимпијске игре | Зимске Параолимпијске игре |
| -------------------------------- | -------------------------- | -------------------------- | -------------------------- |
| Година                           | Игре                       | Град домаћин               | Држава                     |
| Зимске Параолимпијске игре 1976. |                            | Ерншелдсвик                | Шведска                    |
| Зимске Параолимпијске игре 1980. |                            | Геило                      | Норвешка                   |
| Зимске Параолимпијске игре 1984. |                            | Инзбрук                    | Аустрија                   |
| Зимске Параолимпијске игре 1988. |                            | Инзбрук                    | Аустрија                   |
| Зимске Параолимпијске игре 1992. |                            | Албервил                   | Француска                  |
| Зимске Параолимпијске игре 1994. |                            | Лилехамер                  | Норвешка                   |
| Зимске Параолимпијске игре 1998. |                            | Нагано                     | Јапан                      |
| Зимске Параолимпијске игре 2002. |                            | Солт Лејк Сити             | Сједињене Државе           |
| Зимске Параолимпијске игре 2006. |                            | Торино                     | Италија                    |
| Зимске Параолимпијске игре 2010. |                            | Ванкувер                   | Канада                     |
| Зимске Параолимпијске игре 2014. |                            | Сочи                       | Русија                     |
| Зимске Параолимпијске игре 2018. |                            | Пјонгчанг                  | Јужна Кореја               |
| Зимске Параолимпијске игре 2022. |                            | Пекинг                     | Кина                       |
| Зимске Параолимпијске игре 2026  | XIV                        | Милано и Кортина д’Ампецо  | Италија                    |
| Зимске параолимпијске игре 2030. | XV                         | Француски Алпи             | Француска                  |